# Фуюйско-киргизки език
Фуюйско-киргизкият език, наричан също Фуюйско-киргизки диалект, е тюркски език, говорен от малобройно население в Североизточен Китай. Въпреки името му не е диалект на киргизкия език.
Изследван е от езиковедите Ху Джънхуа и Имарт.